# Tengasu
Tengasu ist eine Riffinsel im südlichsten Riffsaum des Atolls Funafuti, Tuvalu.

## Geographie
Die Insel liegt im südwestlichsten Abschnitt des Riffsaums. Die nächstgelegenen Motu sind Tutanga im Norden und Teafuafou, ein Teil der Insel Avalau im Süden, welche den Südwestzipfel des Atolls bildet. Sie liegt im Bereich des Schutzgebiets Funafuti Conservation Area.